# Cult of Luna
Cult of Luna je švédská post-metalová skupina pocházející z města Umeå. Členové jsou převážně z hardcore punkové skupiny Eclipse. Založení skupiny se datuje na rok 1998. Od té doby si skupina pomalu získává čestné místo mezi skupinami podobného druhu.
V roce 2013 vystoupili v Česku na festivalu Brutal Assault, orientovaném převážně na tvrdou hudbu.